# Regentonne

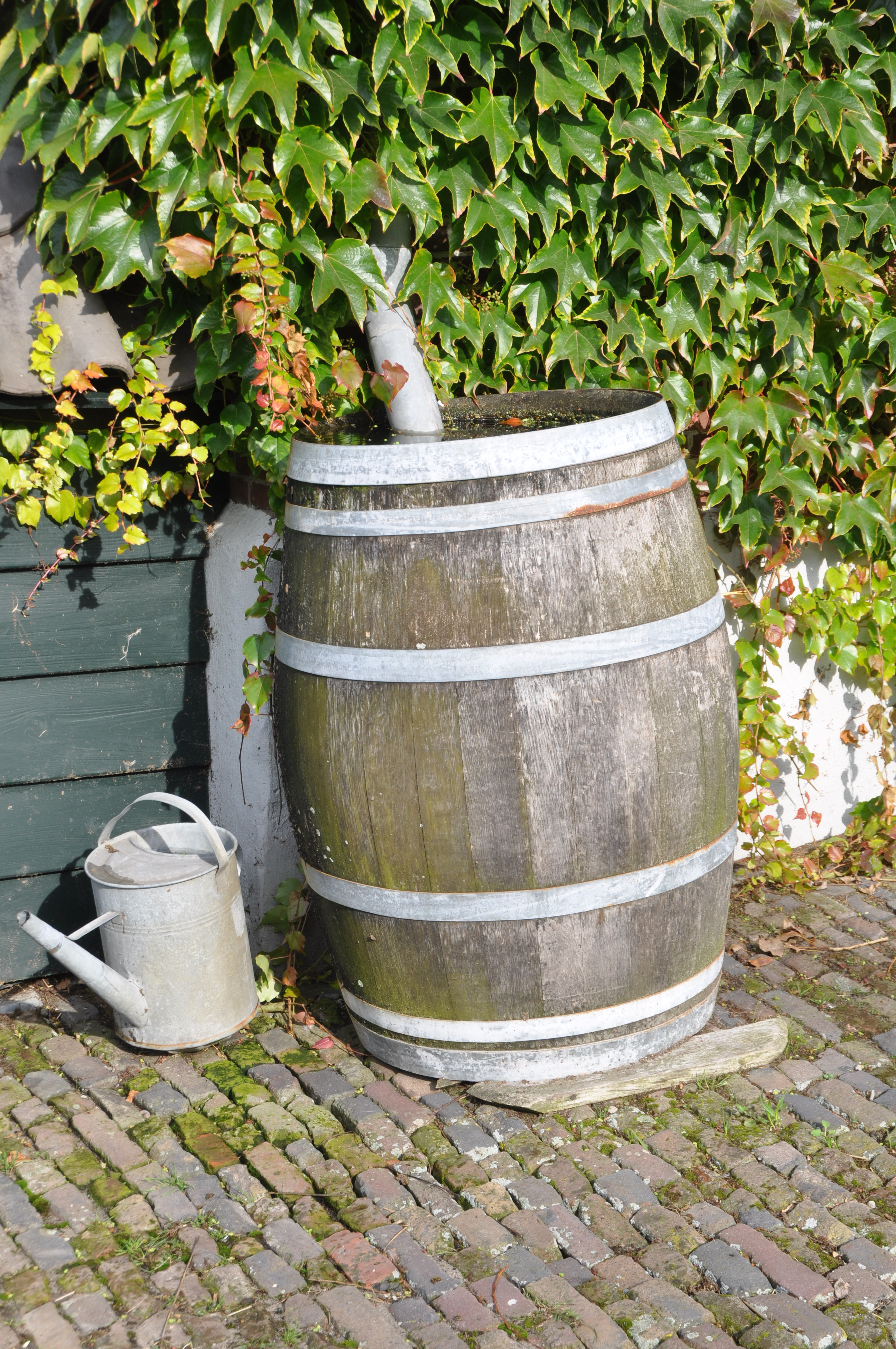
Ein Holzfass als Regentonne

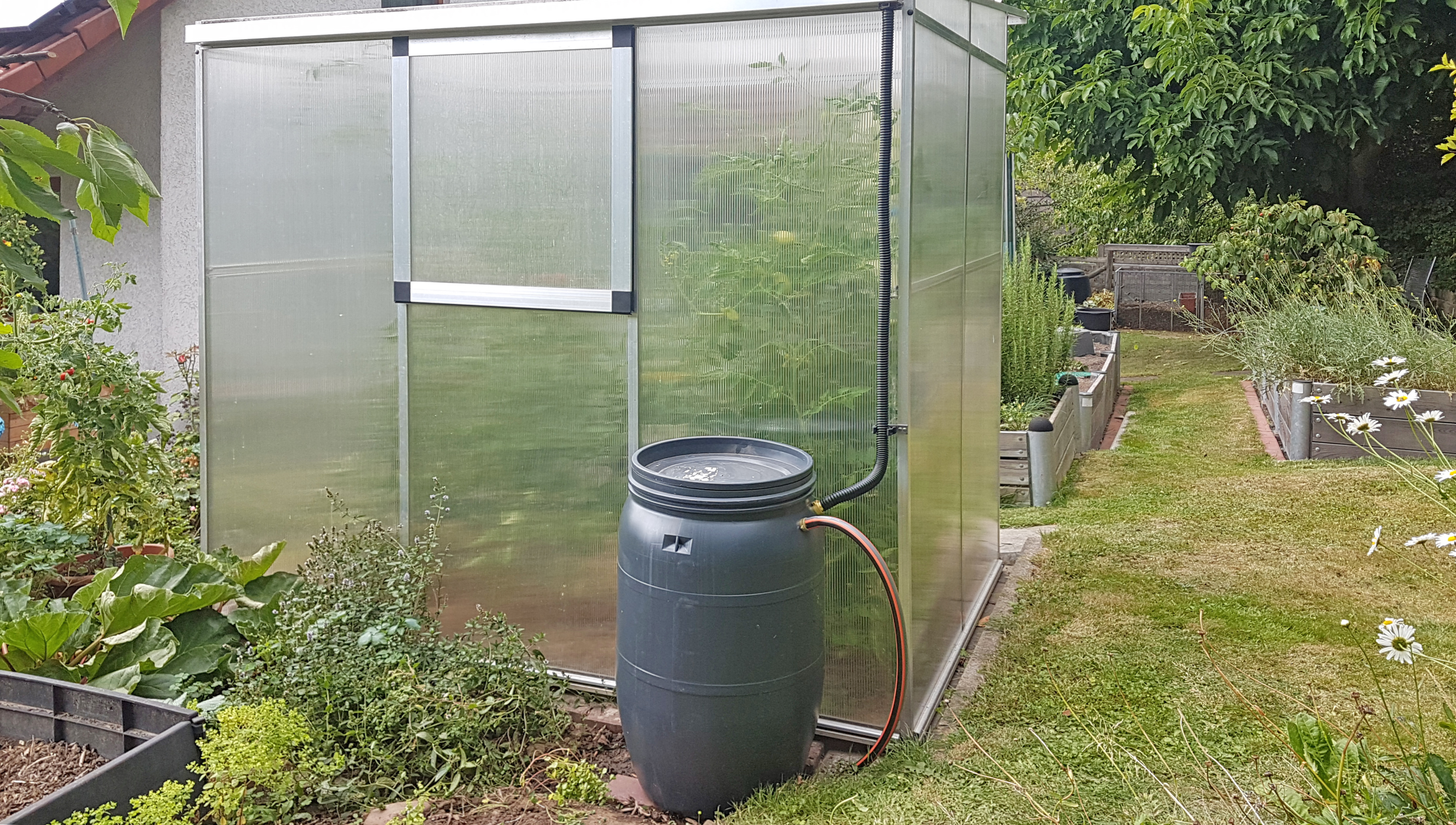
Ein 120-Liter-Polyethylen-Fass als Regentonne

Eine Regentonne ist ein Behälter zum Sammeln und Speichern von Regenwasser. Im Gegensatz zu einer Zisterne ist die Regentonne in der Regel deutlich kleiner und nicht ortsfest verbaut. Nach der Entleerung kann eine Regentonne leicht bewegt werden. Bis in die 1960er-Jahre wurden überwiegend Holzfässer verwendet. Seitdem dominieren Regentonnen aus Kunststoff wie zum Beispiel Polyethylen. Gelegentlich werden leere Ölfässer eingesetzt. Üblich sind Fassungsvolumina zwischen 200 und 500 Litern. Aufgefangen wird dabei überwiegend Wasser von Dachflächen, welches über Regenwassersammler im Fallrohr der Dachrinne umgeleitet und der Regentonne zugeführt wird.

## Verwendung
Das in der Regentonne aufgefangene Wasser wird meist zur Gartenbewässerung, eventuell auch zur Autopflege verwendet. Die Entnahme erfolgt von Hand mit einer Gießkanne oder einem Eimer, alternativ auch durch im Gefälle verlegten Schlauchleitungen oder über Pumpen. Es ist umfangreiches Zubehör zur Filterung und zur Entnahme des Wassers erhältlich.
Regentonnenwasser ist ohne besondere Behandlung als Trinkwasser ungeeignet. In der Regel gelangt das mit Vogelkot, Laub, Staub und sonstigen Verunreinigungen versetzte Wasser ohne oder mit einer geringen Vorbehandlung in den Speicher. Aufgrund der möglichen bakteriellen Belastung muss es mindestens gründlich entkeimt werden (z. B. durch Abkochen), ehe es als Trinkwasser verwendet werden kann. Auch besteht zum Beispiel bei einer Dachdeckung aus Blei die Gefahr der Anreicherung mit Schwermetallen.
Bei der Verwendung muss auch mit Geruchsproblemen gerechnet werden, weil organische Substanzen im Behälter in Fäulnis übergehen können.
Bei der Bewässerung des Gartens kann Regenwasser von Vorteil sein, da es nicht so kalt ist und auch Stickstoffverbindungen enthält.

## Weitere Aspekte
- Tierschutzorganisationen berichten über die Gefahr des Ertrinkens von Katzen, Eichhörnchen und anderer kleiner Tiere in nicht abgedeckten Regentonnen. Regentonnen sollten daher aus Sicherheitsgründen immer abgedeckt werden.[4][5]
- In warmen Klimata ist es schwierig, das gesammelte Wasser kühl genug aufzubewahren, um die Bildung von Bakterien zu unterbinden. Wenn sich in der Nähe des Grundstücks Industrieanlagen befinden, so können sich dort ausgestoßene Schadstoffe und Schwermetalle auf dem Dach absetzen und in die Regentonne gewaschen werden.[6]
- Mit Wasser gefüllte Gefäße werden von Stechmücken zur Ablage der Eier genutzt. So kann sich eine Mückenplage ergeben, durch welche Krankheiten übertragen werden. Zur Vorbeugung sollten die Regentonnen stets abgedeckt werden.[7][8]